# AD Scout
L'AD Scout est un biplan de chasse monoplace dessiné par Harris Booth du British Admiralty Air Department, spécifiquement destiné à l’attaque des Zeppelin durant la Première Guerre mondiale.

## Un avion raté
Cet avion avait un aspect peu conventionnel : Le fuselage était suspendu sous le plan supérieur d’une cellule en bois entoilée raidie par câbles, et 2 poutres partant de chaque plan supportaient un empennage bidérive dont le stabilisateur se trouvait au sommet des dérives. Le moteur se trouvant à l’arrière du fuselage, l’hélice était propulsive. Le train d’atterrissage principal à roues et patins avait une voie très étroite, la base des dérives faisant office de patins arrière. En outre la construction de l’appareil faisait appel à des matériaux du commerce, donc plus facilement disponibles. L’armement devait se composer d’un canon sans recul Davis tirant des obus de 2 livres (900 grammes) et d’une mitrailleuse Lewis de 7,7 mm tirant vers le bas.
Sur demande de l’Amirauté britannique 2 prototypes furent construits en 1915 par Blackburn et 2 par Hewlett & Blondeau (en) Ltd. Les quelques essais effectués par les pilotes du RNAS révélèrent un avion trop lourd, à la structure fragile et difficilement maniable, au sol comme en vol. Le projet fut donc abandonné et les 4 prototypes passés au pilon sans que le canon Davis soit jamais installé. Curieusement cet avion a porté deux désignations, AD Scout ou AD Sparrow.